# Małachowice
Małachowice – wieś w Polsce położona w województwie łódzkim, w powiecie zgierskim, w gminie Ozorków.
W latach 1975–1998 miejscowość administracyjnie należała do ówczesnego województwa łódzkiego.
Na początku XX wieku Małachowice oraz okoliczne miejscowości zamieszkiwane były przez mariawitów, którzy we wsi pobudowali własny kościół w 1908 roku, przy którym mieszkała siostra zakonna. W roku 1909 w Małachowicach mieszkało 50 wyznawców nowego ruchu, którzy podlegali pod parafię mariawicką pw. Trójcy Przenajświętszej w Piątku. Kościół został rozebrany po II wojnie światowej. Do dziś jedyną pozostałością po mariawitach jest cmentarz znajdujący się w południowo-zachodniej części miejscowości. 
Zobacz też: Małachowice-Kolonia

## Urodzeni w Małachowicach
- Stanisław Antoni Zygmunt Okolski – polski prawnik, profesor Szkoły Głównej Warszawskiej i Cesarskiego Uniwersytetu Warszawskiego, adwokat, publicysta[4].